# ムンロッチ・ダル・カム
ムン＝ロッチ・ダル・カム（カタルーニャ語: Mont-roig del Camp、カタルーニャ語発音: [muntˈrɔdʒ dəɫ ˈkam]）は、スペイン・カタルーニャ州タラゴナ県にあるムニシピオ（基礎自治体）。バッシ・カム郡に属している。モンロチ、モンロッチ、あるいはカスティーリャ語式にモントロイグと表記されることもある。 

## 地理
クルデジョウ（Colldejou）山と地中海に挟まれ、コマルカのほぼ中央にある。住民は二つの地域に分散して居住している。ひとつはナッツとオリーブ栽培を主産業とする内陸側の歴史的な地区で、もうひとつはコスタ・ダウラーダ（Costa Daurada、黄金海岸）にあるミアミ・プラッジャー（Miami Platja、マイアミ海岸）のビーチリゾートである。
ムン＝ロッチは長い海岸線を持ち、そこにはリゾート・アパートやキャンプ場、ホテルがあり、それらはピンス・ダ・ミラマーとミアミ・プラッジャー、及びラス・ポブラス地区に近いリファー海岸の一帯に無秩序に立ち並んでいる。
有名な建物として、ルネサンス様式の2つの門をもつゴシック･ルネサンス様式のサント・ミケル新教会がある。それは1574年から1610年の間に建てられたものである。
町のはるか上方の険しい岩山には、サント・ラモン礼拝堂（Capella de Sant Ramon）を持つラ・マーラ・ダ・デウ・ダ・ラ・ロカ礼拝堂（Ermita de la Mare de Déu de la Roca、岩の聖母礼拝堂）が建っている。また、画家のジョアン・ミロはラス・ポブラス地区にある、父親所有の屋敷マス・ミロー（Mas Miró）で、1911年以降長らく過ごした。ミロはムン＝ロッチについて次のように語っている。
モントロイグ（赤い山）の地名は、その一帯が突き出している幻想的な形の岩の色に由来していた。水、風、寒暑が柔らかく、多孔質の葡萄色をした岩肌に作用して、幻覚的な力をおびた自然の彫刻をつくりだしていた。それは明らかにガウディの幻想の源を思わせるのだった。

## 経済
ムン＝ロッチの経済活動は、代表的な地区であるムン＝ロッチ・ダル・カム地区とミアミ・プラッジャー地区で大きく異なる。
内陸部のムン＝ロッチ・ダル・カム地区では、その主要な経済活動は農業で、とくにオリーブ、アーモンド、キャロブ、野菜などの栽培が盛んである。とくにオリーブオイルは原産地呼称D.O.シウラーナとして、ムン＝ロッチの主要生産品として自治体経済の中で重要な位置を占めている。
海岸部のミアミ・プラッジャー地区はその地理的特徴を生かして、観光分野において非常に重要な役割を果たしており、近年ますます発展している。自治体収入においても観光業は最も重要な収入源となっている。

## 名所・史跡
- ラ・マーラ・ダ・デウ・ダ・ラ・ロカ礼拝堂
- マス・ミロ（Mas Miró）注：ミロ・センター（Centre Miró）は閉鎖
- ペイロー礼拝堂（Ermita del Peiró）
- サント･ミケル新教会（Església Nova de Sant Miquel）
- 石積みの家（Barraques de pedra seca）
- ソレー・オリーブオイル博物館（Museu de l'Oli Solé）

## ギャラリー

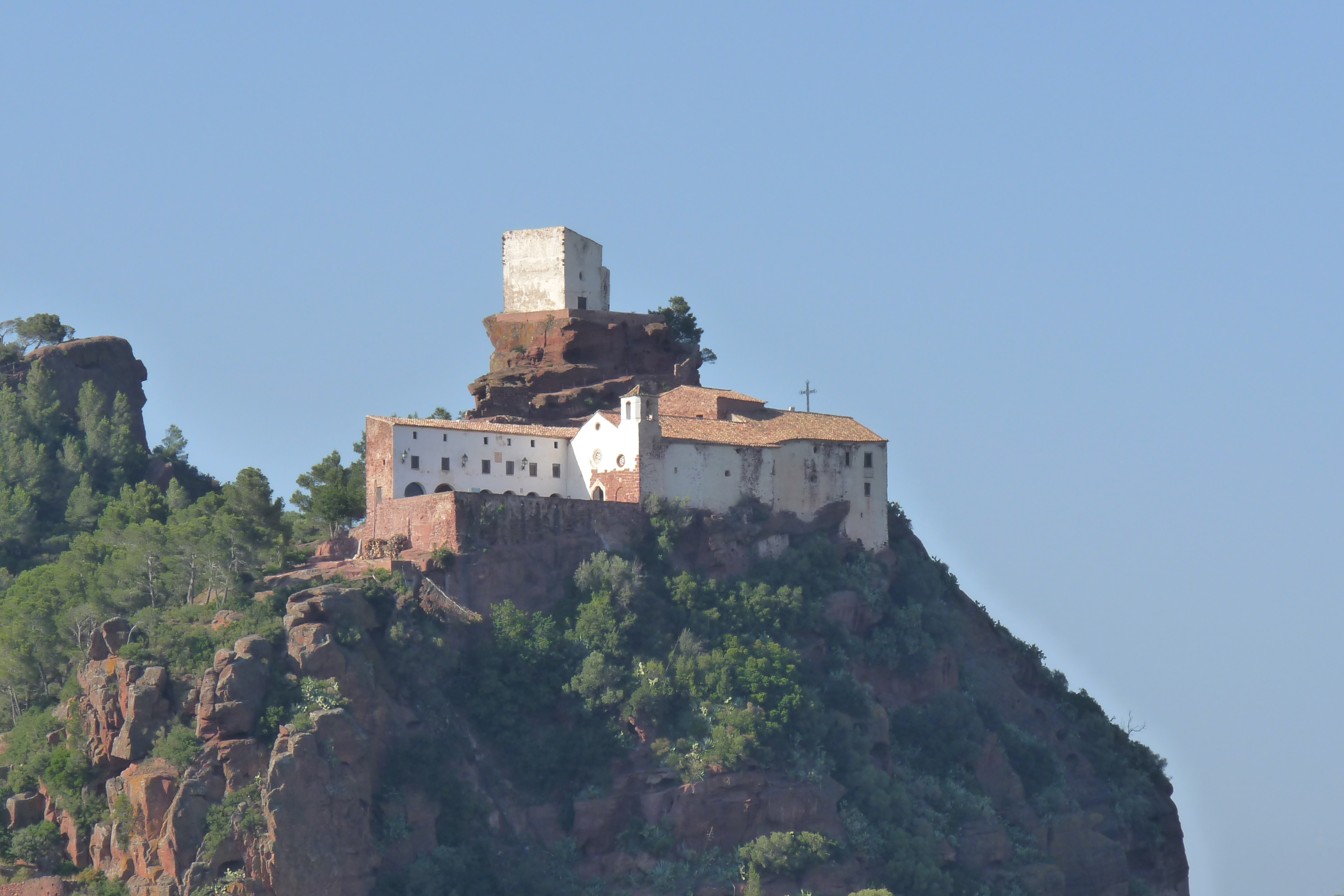
ラ・マーラ・ダ・デウ・ダ・ラ・ロカ礼拝堂
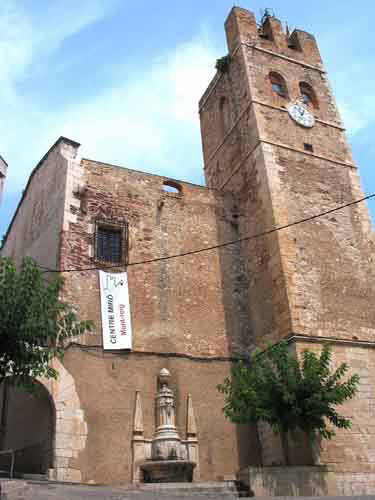
ミロ・センター
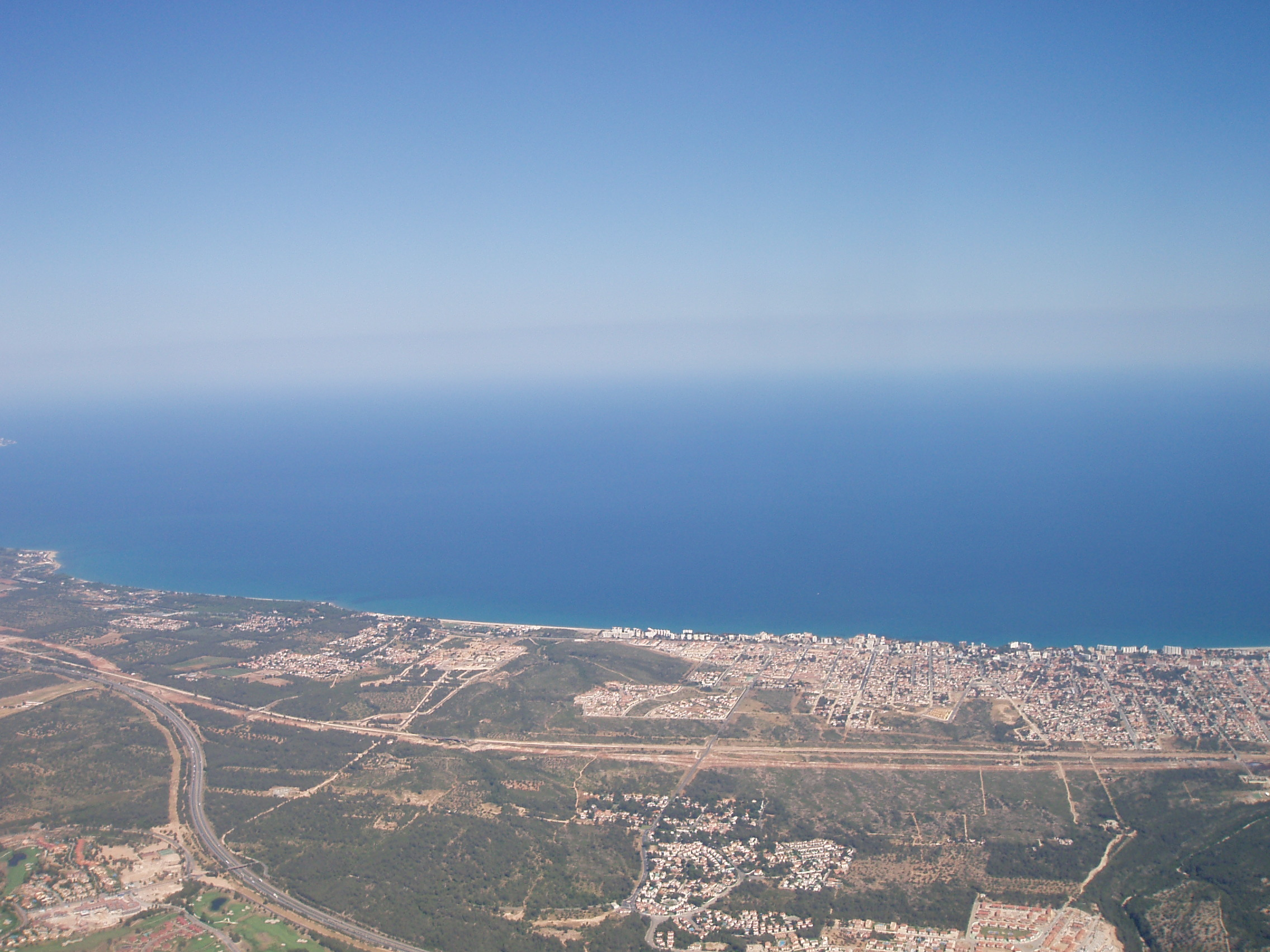
ミアミ・プラッジャー
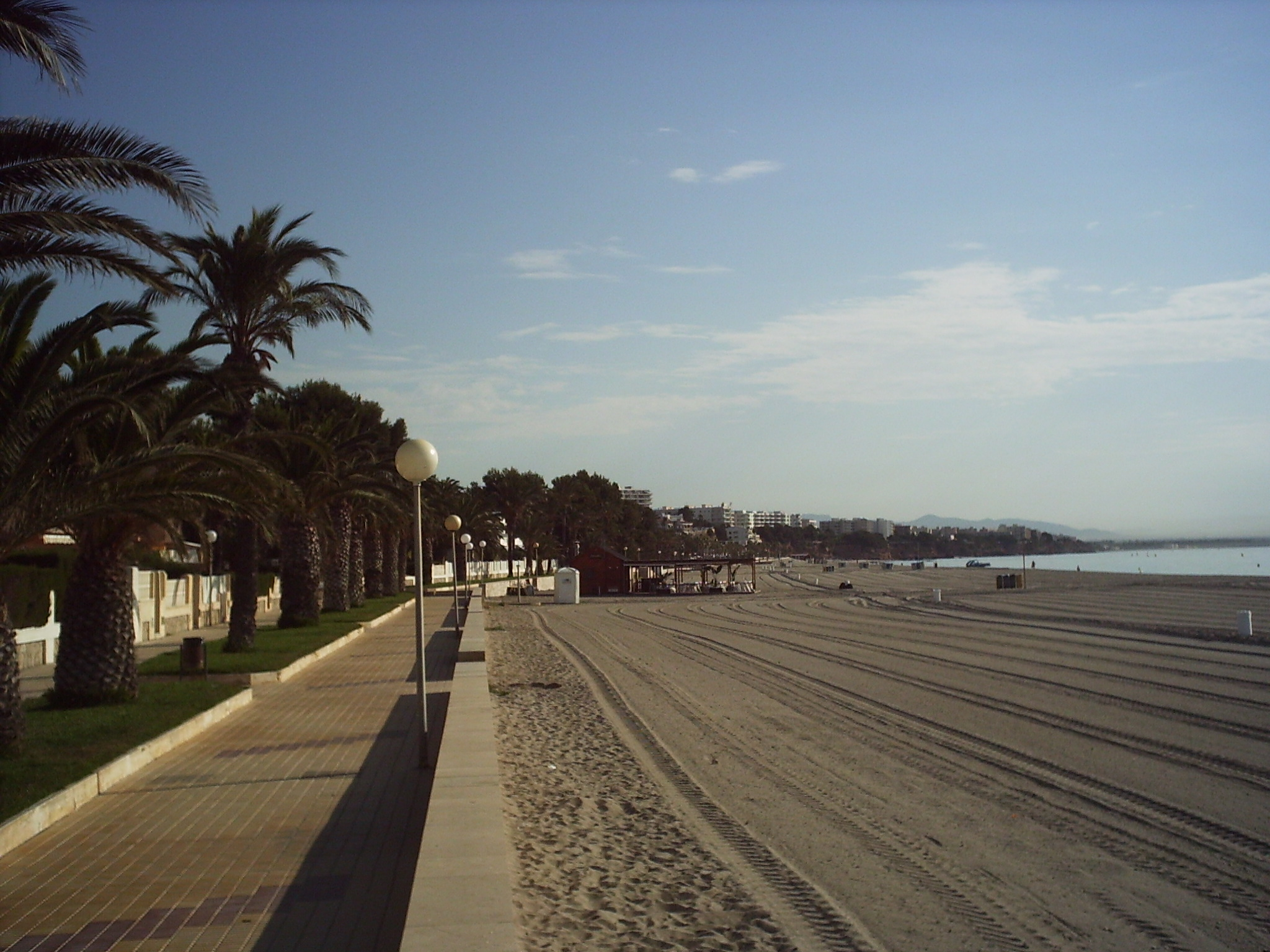
クリスタル海岸（ミアミ・プラッジャー）

## 出身著名人
- シャビエル・フロレンシオ - 自転車競技選手